# Junction City (Arkansas)
Junction City é uma cidade localizada no estado americano de Arkansas, no Condado de Union.

## Demografia
Segundo o censo americano de 2000, a sua população era de 721 habitantes.
Em 2006, foi estimada uma população de 691, um decréscimo de 30 (-4.2%).

## Geografia
De acordo com o United States Census Bureau, a localidade tem uma área de 2,9 km², sem área coberta por água. Junction City localiza-se a aproximadamente 64 m acima do nível do mar.

## Localidades na vizinhança
O diagrama seguinte representa as localidades num raio de 40 km ao redor de Junction City.